# ショーカット・アジーズ
ショーカット・アジーズ（ウルドゥー語: شوکت عزیز、英: Shaukat Aziz）は、パキスタンの経済学者、資本家である。2004年8月20日から2007年11月15日までパキスタンの首相、1999年11月6日から2007年11月15日までパキスタンの財務大臣を務めた。カラチ州セント・パトリック高等学校卒業。また、彼はカラチ州の経営管理大学をも卒業し、そのすぐ後にの1969年に、シティバンク、エヌ・エイに入社し、その後、様々な国の政府において、シティバンク銀行の財政家として働き、後に、パルヴェーズ・ムシャラフとの個人的な要望によって、財務省の担当官となってパキスタンの経済を受け持ちつつ、米国から母国のパキスタンに帰国した。
2004年に彼は、パキスタン・ムスリム連盟カーイデ・アーザム派が率いるパルヴェーズ・ムシャラフ忠誠主義政府に指名され、同年6月6日、パキスタン・ムスリム連盟カーイデ・アーザム派に就いた。
アジーズにおいてのマクロ経済学的活動が、パキスタンの政治的安定と経済発展と、その後の2001年のスタグフレーション時代の終息を支えた。パキスタンにおける強力な民営化と、経済的な自由化を目指す計画は、アジーズにより始まり、それは国有企業と国の経済基盤を強化するものであった。結果、国の成長率を年ごとに6.4％ほどまでに改善させるに至り、また、貧困率やインフレ率が、1990年代の約11～12％に比べ、過去3年間で(1990年代の11－12％から)3.5％ほどに低下した。
ここから、パキスタン史上初めてすべての目標および収入目標が彼の在任中に満たされ、また、国の発展のための配分が、約40％増加し、さらに、パキスタンの全体的な経済状況が、アジーズのおかげで大幅に改善され、国の積立金は1999年12月の約12億米ドルと比べ、2004年6月30日には約105億米ドルにかなり増加した。
さらに、首相に就任したアジーズはパキスタンの軍事改革や法執行機関の改革を助け、また、自動車産業、原子力産業、湾岸産業の盛んな国家への大きな投資の監督をも行った。

## 学歴
アジーズは、1949年3月6日に、現在のシンド州にて、ウルドゥー語話者の家族との間に誕生した。